# 紐沙特起司
紐沙特起司（法語：Neufchâtel），產自法國西北部諾曼地的紐沙特昂布雷，最早可見於11世紀的文獻，是一種古老的法國起司。紐沙特起司以心形的外形為其特徵，重100至600克，白色表皮。味道較強烈，偏鹹味。

## 脚注
1. ↑  . INAO.   [2016-07-24]. （原始内容存档于2016-08-28）.（法文）